# Sophronica subfuscoapicalis
Sophronica subfuscoapicalis là một loài bọ cánh cứng trong họ Cerambycidae.